# Моше Варон
Моше Варон (івр. משה וארון) — ізраїльський футболіст і тренер.

## Досягнення

### Як граючий тренер
- Прем'єр-ліга Ізраїлю: 1955